# Stráž nad Ohří
Stráž nad Ohří là một làng thuộc huyện Karlovy Vary, vùng Karlovarský, Cộng hòa Séc.